# Nairobi Challenger 1989
Il Nairobi Challenger 1989 è stato un torneo di tennis facente parte della categoria ATP Challenger Series nell'ambito dell'ATP Challenger Series 1989. Il torneo si è giocato a Nairobi in Kenya dal 20 al 25 febbraio 1989 su campi in terra rossa.

## Vincitori

### Singolare
Karel Nováček ha battuto in finale  Sascha Nensel con il punteggio di 6–3, 6–3

### Doppio
Ned Caswell /  Chris Garner hanno battuto in finale  Fabio Di Mauro /  Mario Visconti con il punteggio di 6–3, 7–6